# Toxocnemis vittata
Toxocnemis vittata là một loài ruồi trong họ Tachinidae.